# Passiflora andina
Passiflora andina je biljka iz porodice Passifloraceae. Ekvadorski je endem. Prema IUCN-ovoj crvenoj listi, vrsta je kojoj prijeti izumiranje, stupnja ugroženosti ugrožena vrsta (EN) (IUCN 3.1).

## Vanjske poveznice
|  | Wikivrste imaju podatke o taksonu Passiflora andina |